# الواديين (محضة)
الواديين منطقة سكنية تقع في ولاية محضة، التابعة لمحافظة البريمي في سلطنة عمان. يقدر عدد سكانها بـ 9 نسمة حسب إحصاء عام 2010 التابع للمركز الوطني للإحصاء والمعلومات الحكومي. رمز المنطقة هو 40230172.

## الوصلات الخارجية
- المركز الوطني للإحصاء والمعلومات، سلطنة عمان